# Dendronephthya rubescens
Dendronephthya rubescens is een zachte koraalsoort uit de familie Nephtheidae. De koraalsoort komt uit het geslacht Dendronephthya. Dendronephthya rubescens werd in 1931 voor het eerst wetenschappelijk beschreven door Thomson & Dean. 